# Tomi Lahren
Tomi Lahren (ur. 11 sierpnia 1992 w Rapid City) – amerykańska konserwatywna komentatorka polityczna i prezenterka telewizyjna. Od sierpnia 2017 roku związana jest z telewizją Fox News. Stała się znana z nadawania swoich filmów „Ostateczne myśli”, w których komentowała wszystko, od polityki po popkulturę. Ma blisko 5 milionów obserwujących na Facebooku.

## Życiorys
Dorastała w rodzinie farmerów w Dakocie Południowej. Podczas gdy ma norweskie i niemieckie pochodzenie, określa się jako Amerykanka. Kilku członków jej rodziny służyło w armii amerykańskiej, a niektórzy zdobyli uznanie za swoje bohaterstwo.
Ukończyła University of Nevada w Las Vegas, gdzie uzyskała tytuł licencjata z dziennikarstwa telewizyjnego i nauk politycznych. Odbyła staż u republikańskiej kongresmenki Kristi Noem.
Zanim została zatrudniona przez Fox News, Lahren prowadziła programy w Blaze Media i One America News Network, a także pracowała dla komitetu działań politycznych wspierających prezydenta Donalda Trumpa. Przez kilka lat mieszkała w Dallas, następnie trzy lata w Los Angeles, aż marca 2020 roku przeprowadziła się do Nashville.

## Poglądy
Zasłynęła z incydentów, w których podejmowała tematy związane z imigracją (określa się jako „twardogłowa” w tej kwestii) i wszystkim, co jest związane lub inspirowane ruchem Black Lives Matter, który porównywała do Ku Klux Klanu. Oskarżeniom o rasizm zaprzeczała.
Lahren była jednym z najgłośniejszych reporterów o ataku terrorystycznym na bazę wojskową w Chattanooga, za co ostro krytykowała prezydenta Baracka Obamę argumentując, że nie zrobił wystarczająco dużo, by przezwyciężyć zagrożenie islamskim terroryzmem.
Podczas dyskusji na temat ograniczeń związanych z COVID-19 w liniach lotniczych, Lahren nazwała stewardesy „nazistami w powietrzu”, osoby noszące maski „owcami”, a także namawiała do spalenia masek i ogłosiła, że nie będzie się szczepić.
Krytykuje Partię Republikańską za ignorowanie młodego pokolenia.

## Życie prywatne
21 października 2022 wyszła za mąż za baseballistę Jonathana Arencibię.